# Mount Ida (Antarktika)
Mount Ida ist ein 1565 m hoher, markanter und unvereister Berg in der antarktischen Ross Dependency. In der Königin-Alexandra-Kette ragt er 3,2 km westlich der Granite Pillars und unmittelbar südöstlich der Stirnseite des King-Gletschers auf. 
Teilnehmer der Nimrod-Expedition (1907–1909) unter der Leitung des britischen Polarforschers Ernest Shackleton entdeckten ihn. Benannt ist der Berg nach Ida Jane Rule, der späteren Ehefrau des mit Shackleton befreundeten neuseeländischen Journalisten Edward Saunders (1882–1922), der diesem bei der Erstfassung des Expeditionsberichts unter dem Titel The Heart of the Antarctic geholfen hatte.